# Kościół Wniebowzięcia Najświętszej Maryi Panny w Lwówku Śląskim
Kościół Wniebowzięcia Najświętszej Maryi Panny (daw. Kościół Parafialny św. Jana – Pfarr Kirche St. Johannis) – rzymskokatolicki kościół parafialny, orientowany, usytuowany w zachodniej części starego miasta, należący do dekanatu Lwówek Śląski diecezji legnickiej. Rzadki i szczególnie cenny przykład gotyckiego kościoła o wyraźnych reliktach architektury romańskiej, widocznych zwłaszcza w jego fasadzie, tworzącej dwuwieżowy masyw zachodni. Pierwotnie kościół był budowlą romańską. Jest to jedna z najstarszych świątyń na Śląsku. Leży na szlaku romańskim i drodze świętego Jakuba (średniowieczny szlak handlowy Via Regia). W latach 1281–1810 kościół znajdował się pod patronatem zakonu joannitów. W latach ok. 1520–1637 budynek służył jako świątynia ewangelicka.

## Historia

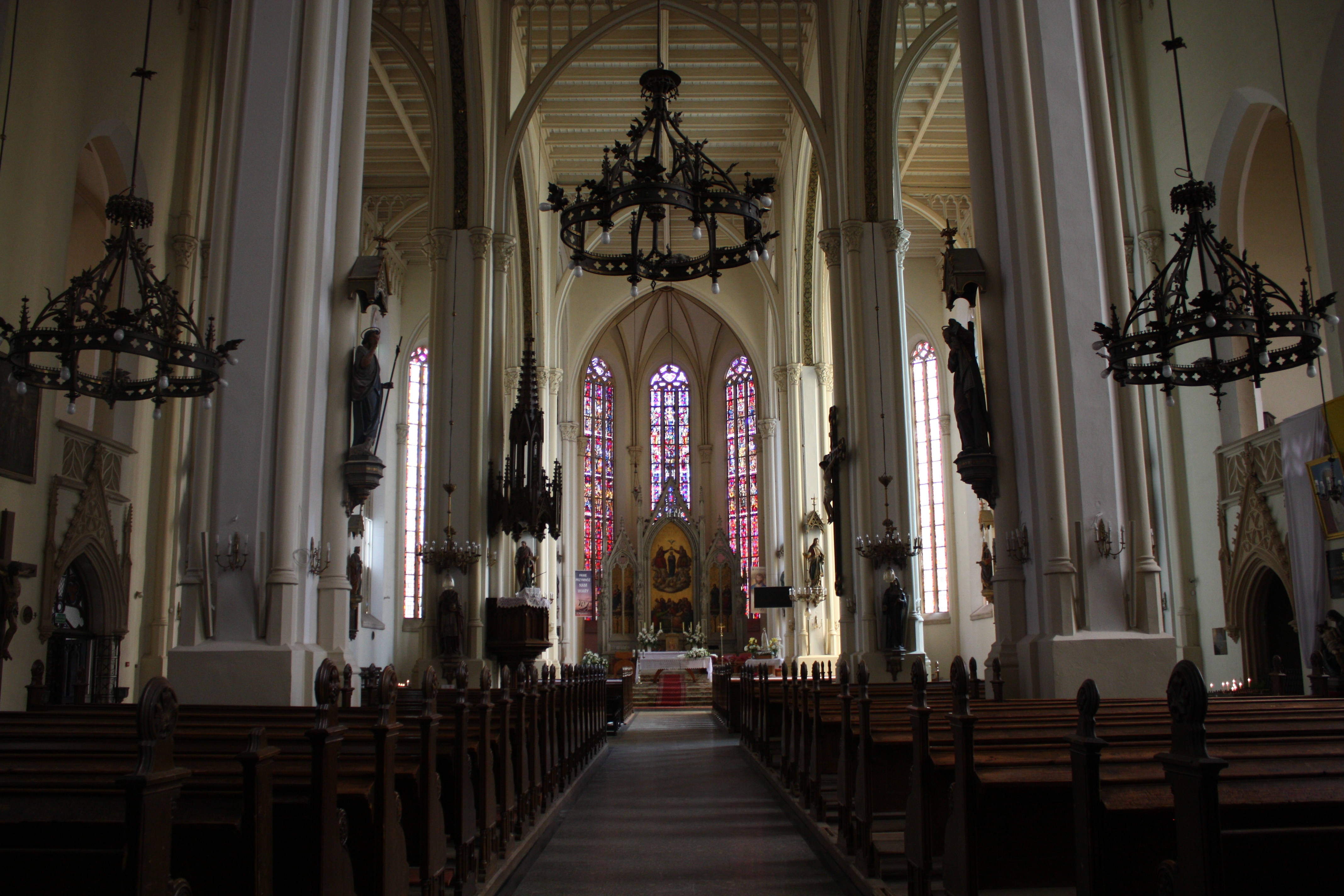
Widok na wnętrze kościoła

Kościół Wniebowzięcia Najświętszej Maryi Panny w Lwówku Śląskim jest jednym z najstarszych sakralnych zabytków polskich na Dolnym Śląsku.
Na prośbę swojej świątobliwej małżonki Jadwigi książę Henryk I Brodaty kazał wybudować ten kościół w Lwówku Śląskim.
Początek budowy sięga roku 1209. Świątynia powstała w miejscu stojącego tu już w XII wieku kościoła drewnianego. Pierwszą wzmiankę o kościele pod wezwaniem Wniebowzięcia Najświętszej Maryi Panny można natrafić w akcie nadania praw miejskich dla Lwówka Śląskiego w 1217 roku wydanego przez księcia Henryka I Brodatego panującego tu w latach 1201–1238. Na poświęcenie kościoła przybył osobiście biskup wrocławski Tomasz. Biskup odprawił pierwszą w tym kościele Mszę Świętą.
Za Henryka V Piasta kościół ten został oddany rycerskiemu Zakonowi Joannitów. Na miejscu pierwotnej świątyni Joannici rozpoczęli budowę nowego, większego kościoła. Zakon joannitów rozpoczął budowę około 1300 roku. Z pierwotnej budowli, późnoromańskiej bazyliki murowanej z ciosów kamiennych, zachowała się do dziś tylko fasada zachodnia z wieżami. XIV-wieczne wstrząsy polityczne wstrzymały na pewien czas dalszą rozbudowę świątyni. Dopiero w XV wieku wznowiono prowadzenie prac. Z tego okresu pochodzą nawy i prezbiterium. Rozbudowę ostatecznie zakończono w XVI wieku. 
Po spaleniu w 1455 roku rozpoczęła się budowa obecnego kościoła parafialnego w czasie od 1493 do ok. 1550 roku i wzniesiono wtedy praktycznie nowy kościół, zachowując starą fasadę z dwiema wieżami i portalem. W początkowym okresie budowa była prowadzona przez architekta ze Zgorzelca Conrada Pflügera, a w latach 1512–1550 przy współudziale budowniczego Hansa Lindenera.
W 1752 roku, w wyniku pożaru, ulega zniszczeniu cały strop, który zostaje zastąpiony obecnym dachem, nienawiązującym do historycznego charakteru świątyni; po raz drugi zawaliły się również sklepienia, które podczas nieudolnej restauracji w latach 1863–1866 zostały zastąpione prostym drewnianym stropem, a jedyne późnogotyckie sklepienia sieciowe zachowały się w zakrystii i przedsionku przy nawie północnej oraz w kaplicy południowej i pod emporami (wewnętrznymi galeriami). Jednocześnie z wnętrza zostało usuniętych sześć filarów międzynawowych, środkowa nawa otrzymała płaską drewnianą powałę, a odbudowane wieże nie osiągnęły pierwotnej wysokości.
Obecnie jest to świątynia murowana wzniesiona z cegły i ciosów piaskowcowych, halowa o trzech nawach i ośmiu przęsłach, składająca się z prezbiterium i towarzyszących mu nawach bocznych zakończonych poligonalnie. Wspomniana wyżej fasada zachodnia z dwiema wieżami jest ozdobiona na osi portalem z końca XIII wieku, wykonanym z czerwonego piaskowca, posiadającym uskokowe ościeża z kolumienkami i bogatą dekorację roślinną. W tympanonie jest umieszczona płaskorzeźba przedstawiająca Koronację Matki Boskiej.
Na skromne wyposażenie wnętrza składają się: kamienna, renesansowa chrzcielnica z około 1560 roku, barokowy obraz Koronacja Matki Boskiej z 1771 roku (zapewne znajdował się dawniej w ołtarzu głównym), natomiast w zakrystii znajdują się puszka z 1684 roku, pacyfikał z 1722 roku i kielich z 1727 roku.
Do kościoła należy również plebania oraz dom parafialny – dawna siedziba Joannitów zbudowana w 1728 r.

## Opis

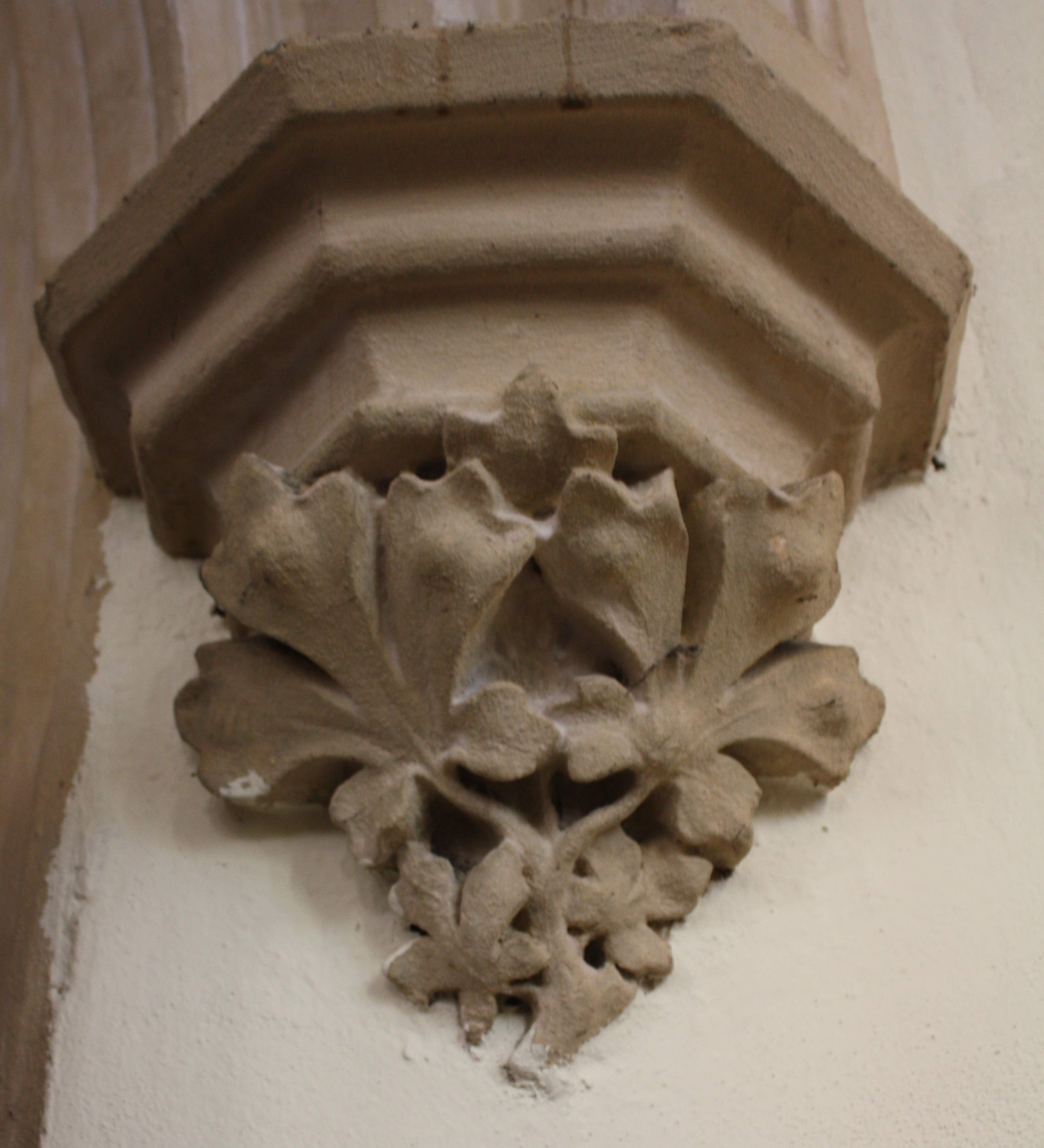
Jednym z głównych motywów detali architektonicznych budowli są rośliny

Jest to świątynia trzynawowa, pięcioprzęsłowa, halowa (pierwotnie bazylikowa), murowana z cegły i ciosów piaskowcowych zwieńczona wysokim dachem dwuspadowym, krytym dachówką ceramiczną. Nawy boczne zamknięte od wschodu trójbocznie, środkowa - pięciobocznie. Prezbiterium oraz nawy boczne zakończone są poligonalnie. W zachodniej fasadzie zachował się portal z końca XIII w., wykonany z czerwonego piaskowca, z kolumienkami i bogatą dekoracją roślinną. W tympanonie umiejscowiona jest płaskorzeźba ukazująca Koronację Matki Boskiej. 
Późnoromańsko-gotycki kościół wyróżnia późnoromańska masywna część zachodnia, tzw. westwerk, z dwiema wieżami na planie kwadratu, w partii dwóch ostatnich kondygnacji ośmiobocznymi, krytymi ostrosłupowym, szpiczastym dachem (pierwotnie dachem hełmowym). Łącznik międzywieżowy zwieńczony dachem pulpitowym. W absydach sklepienia żebrowe, w przyziemiu wieży południowej sklepienie żebrowe, w przyległym łączniku - kolebowe z lunetami. Wnętrze korpusu rozdzielone dwoma rzędami ośmiobocznych filarów ze służkami i zdobionymi głowicami (zachowana co druga para), wtórnie nakryte płaskim stropem drewnianym (1866). 
Późnogotycki korpus przypomina inne dzieło Konrada Pflügera – Kościół farny św. Piotra i Pawła w Görlitz. W elewacjach wysokie przypory i ostrołukowe okna wypełnione maswerkami. Elewacje świątyni nietynkowane, oskarpowane, cokół oddzielony profilowanym gzymsem. Otwory okienne wysokie, wydłużone, zamknięte ostrym łukiem, opatrzone kamiennymi maswerkami. Fasada zachodnia z zamurowaną wtórnie centralną rozetą (XIII w.); w osi dwa ostrołukowe okna (ok. 1500 r.). Empory otwarte do wnętrza ostrołucznymi arkadami i wyposażone w kamienne, maswerkowe balustrady. W zachodnim przęśle nawy głównej wmurowana empora organowa (ok. 1866 r.), wsparta na trzech ostrołucznych arkadach, także z maswerkową balustradą. W fasadzie zachodniej znajduje się również wczesnogotycki portal z ok. 1260 r. Kolumienki o kapitelach dekorowanych motywami roślinnymi podtrzymują ostrołukową arkadę z figurkami Panien Mądrych (po prawej) i Głupich (po lewej). W tympanonie przedstawiono Koronację Matki Boskiej.
Obok kościoła znajduje się gotycka kaplica Krzyża Świętego, wzniesiona na miejscu wcześniejszej, prawdopodobnie w 1496 r. (odbudowana w 1682 i 1755 r.). Wnętrze przekryto późnogotyckim sklepieniem sieciowym, z datą 1496 na jednym ze zworników, wspartym na konsolach zdobionych maskami. Wewnątrz kaplicy znajduje się klasycystyczny ołtarz z III ćwierci XVIII w. z obrazem Ukrzyżowania oraz malowidło ścienne przedstawiające Upadek pod Krzyżem i Spotkanie Chrystusa z Weroniką, z przełomu XV i XVI w.
W trójnawowym wnętrzu kościoła wystrój jest generalnie neogotycki (z ok. 1866 r.), choć zachowało się wiele starszych, cennych elementów wyposażenia: ołtarz główny, w którym widnieją obrazy Wniebowzięcia i Koronacji Marii oraz ewangelistów, autorstwa Aloisa Hausera, ołtarze boczne z obrazami św. Jadwigi i sceną Ukrzyżowania, których autorem był Ferdinand Winter, ambona oraz organy. W świątyni są również starsze elementy wystroju i wyposażenia: renesansowa, bogato zdobiona, kamienna chrzcielnica z ok. 1560 r., obraz na płótnie „Koronacja Matki Boskiej” (1771 r.), oraz naczynia kościelne z XVII i XVIII w. przechowywane w zakrystii.
Obecnie, począwszy od początku XXI wieku, kościół jest systematycznie rewaloryzowany. Kościół służy obecnie jako miejsce liturgiczne, a także jako miejsce kameralnych koncertów: organowych, jak i zespołów muzycznych.

## Chronologia
- 1209 - pierwotny, drewniany kościół
- 1238 - data rozpoczęcia budowy kamiennego kościoła ufundowanego przez Henryka I Brodatego w miejscu drewnianej świątyni,
- 1281 - patronat nad świątynią obejmują joannici[19],
- 1300 - całkowite ukończenie prac budowlanych,
- 1444 - dobudowa kaplicy,
- 1445 - pożar[23],
- 1493 - ok. 1520 – budowa nowego korpusu przez Konrada Pflügera ze Zgorzelca i Michała Bentza,
- 1543–1559 - budowa przedsionków i empor w nawach przez Hansa Lindenera,
- I poł. XVI w. - 1629 - kościół służy parafii ewangelickiej. Od 1650 r. znów jest świątynią katolicką,
- 1752 - zawalenie się sklepień wskutek pożaru,
- 1970–1976 - remont kościoła[17][24],
- pocz. XXI wieku - obecnie - kompleksowa renowacja kościoła.

### Architektura zewnętrzna

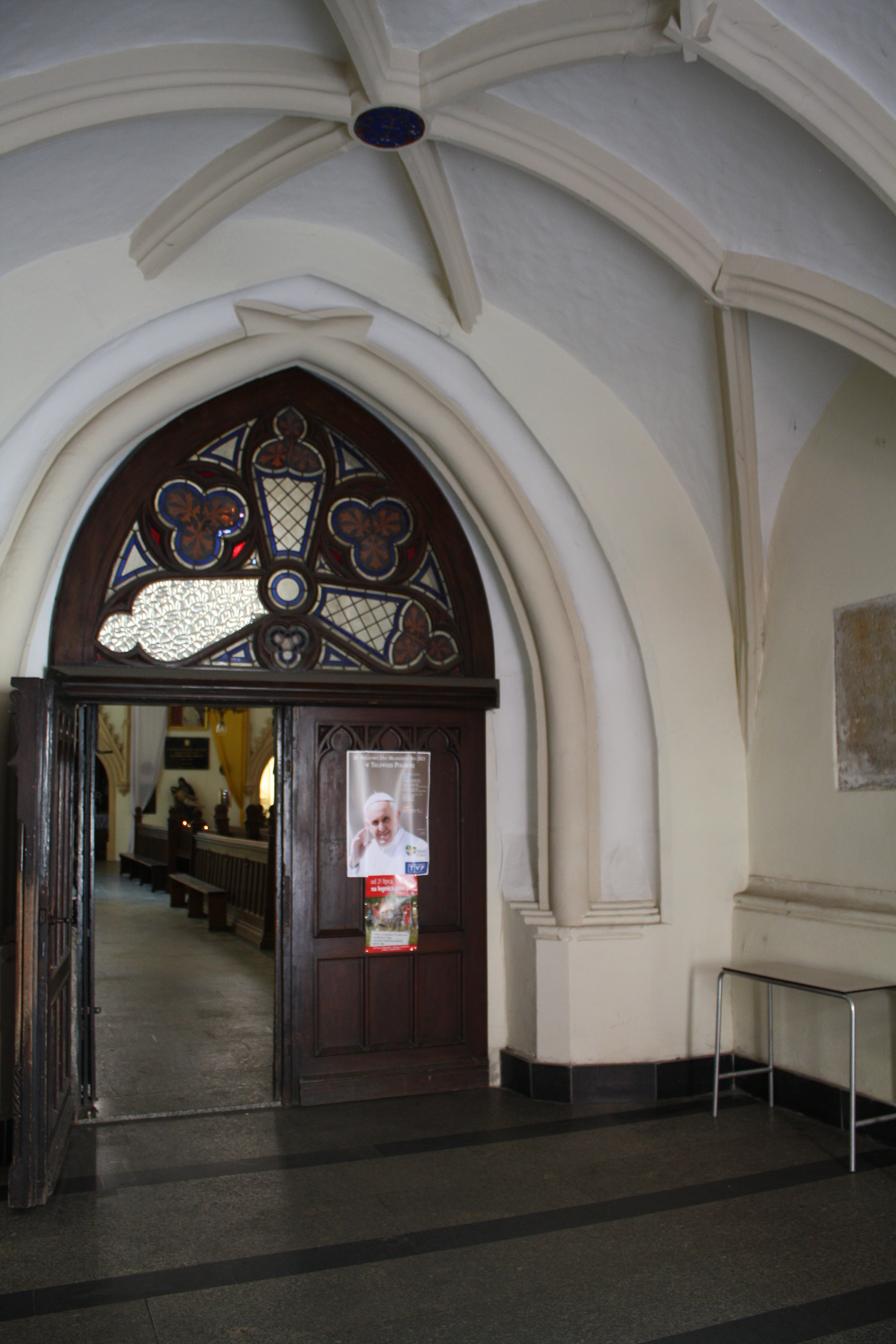
Kruchta prowadząca do świątyni i na ul. Kościelną (portal północny) z widocznym sklepieniem sieciowym. Późnogotycki portal boczny otrzymał dekorację w formie przenikającego się laskowania.

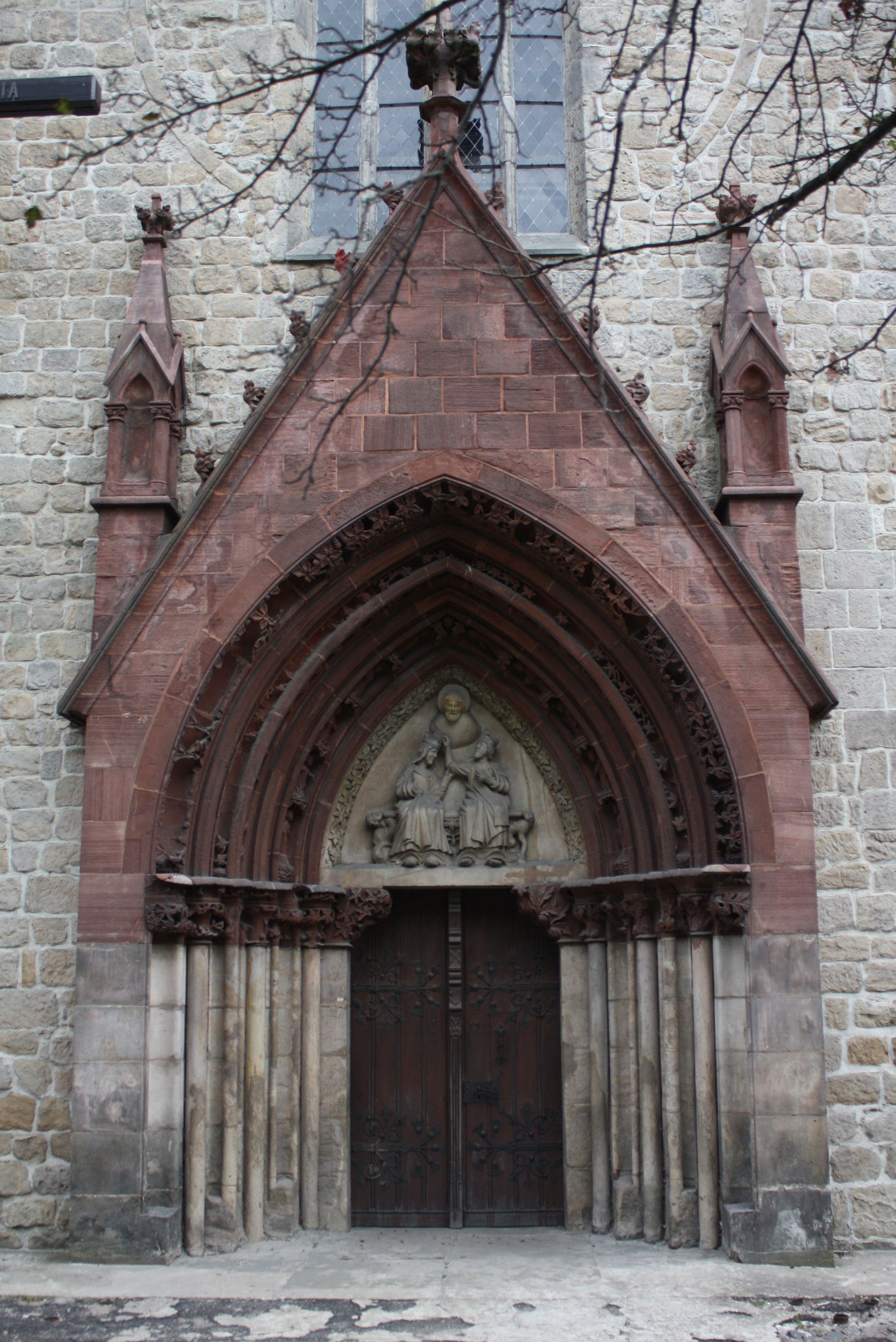
Romański portal wejścia głównego z ok. 1260-70 r., który uchował się z pożogi w 1455 r.; wybudowany z czerwonego piaskowca ze sceną koronowania N.M.P. w tympanonie

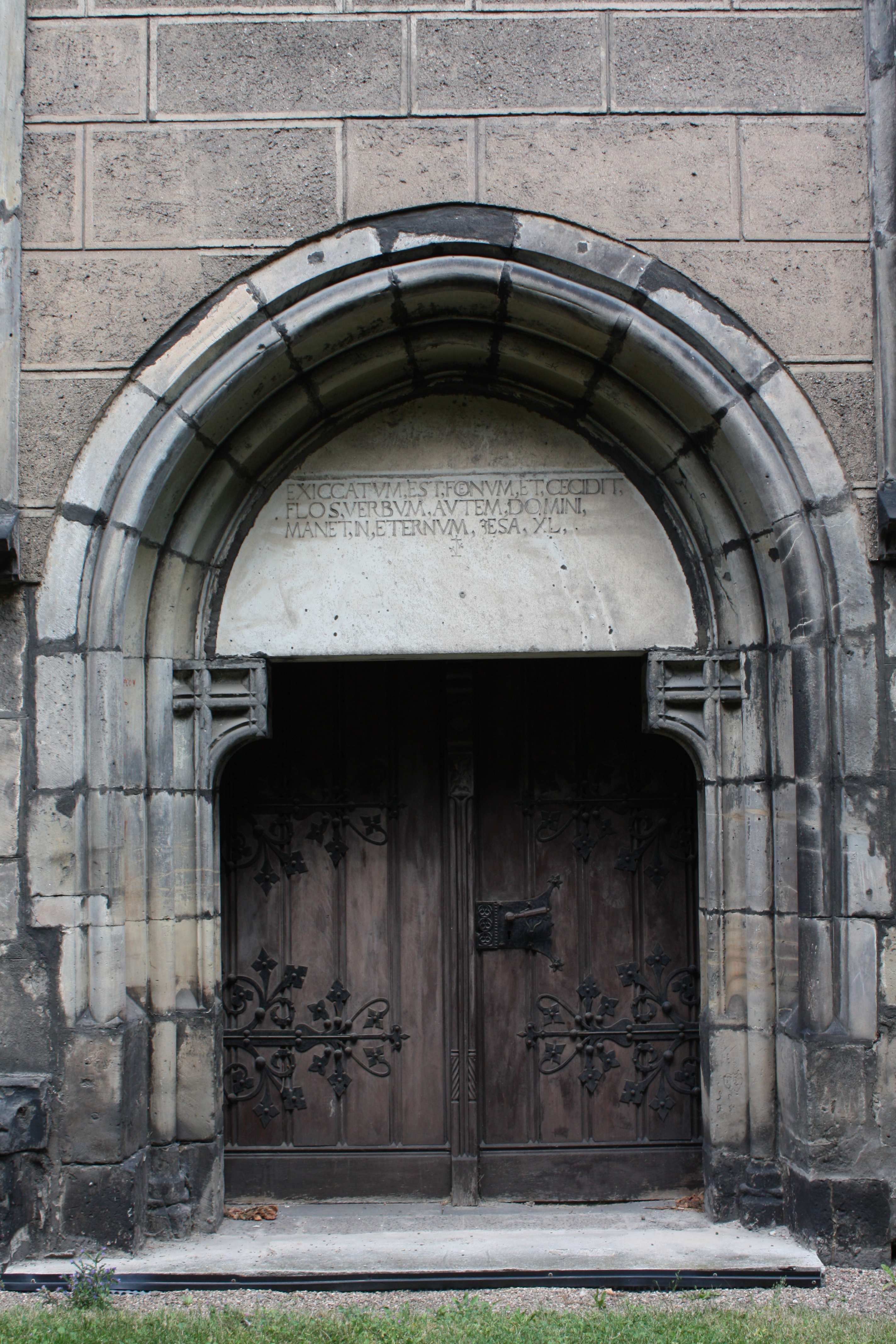
Boczny portal południowy z dwuramiennym otworem w ostrołucznym, uskokowym obramieniu.

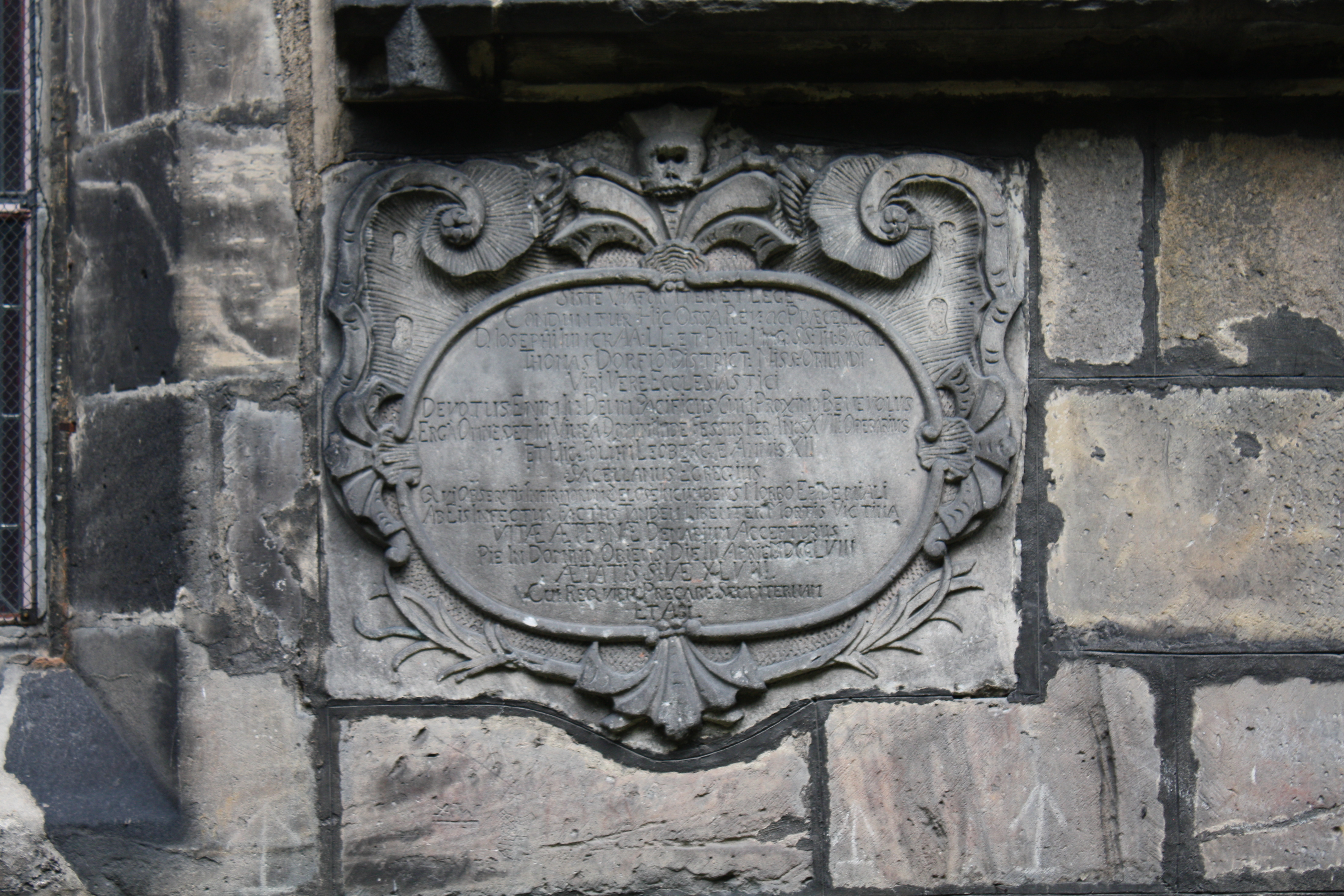
Epitafium na południowej ścianie kościoła.

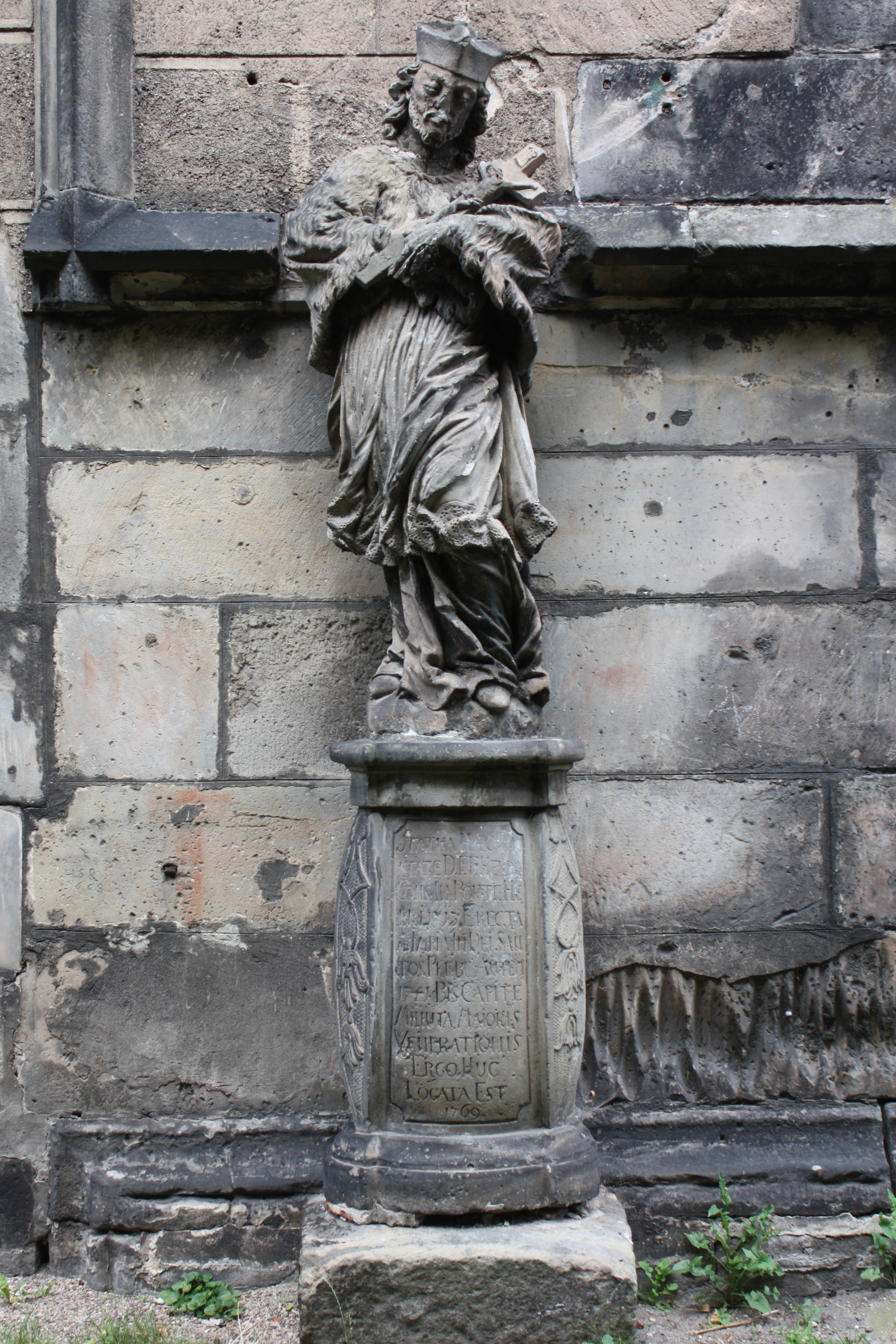
Pomnik św. Jana Nepomucena z 1713 r.

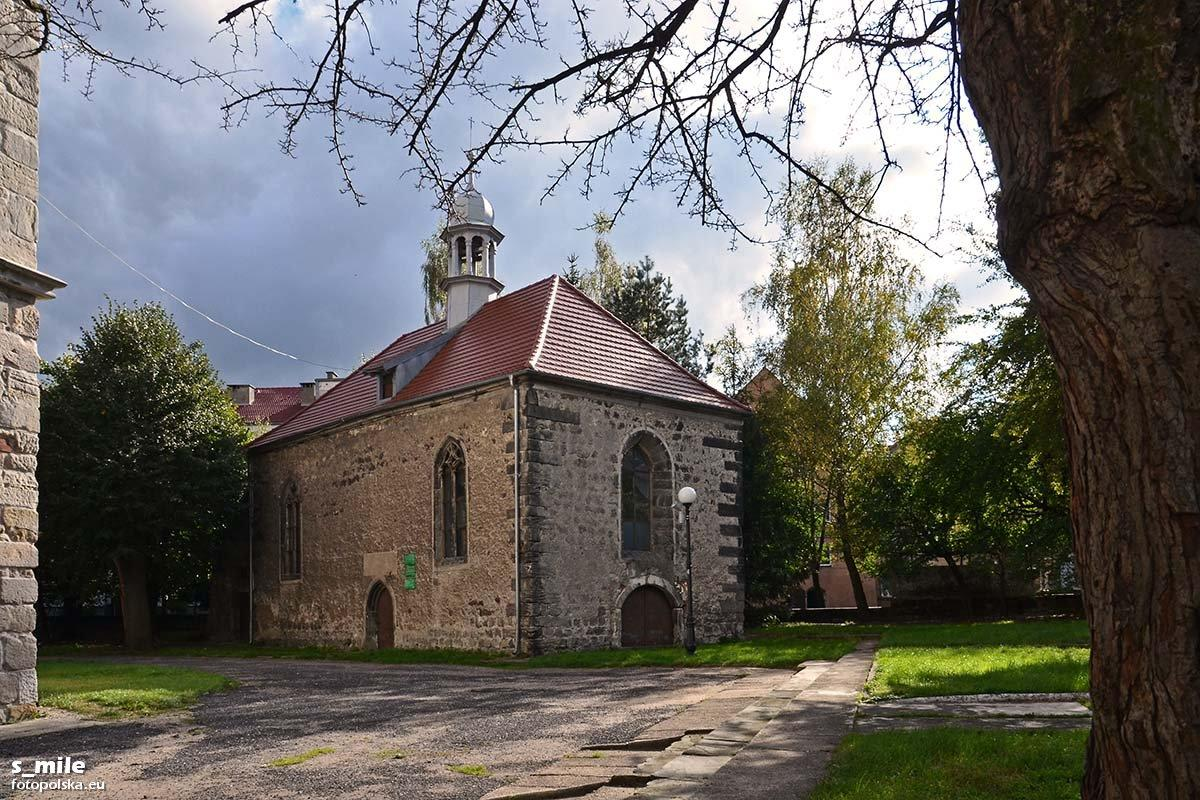
Kaplica św. Krzyża przy południowej nawie kościoła.

### Portale

#### Portal główny
Portal główny znajduje się w przyziemiu zachodniej fasady kościoła w Lwówku Śląskim. W jego najstarszej części zachował się portal z końca XIII w. wykonany z czerwonego piaskowca. Portal kryje postaci panien mądrych i głupich oraz motywy roślinne. Jest to wczesnogotycki, zamknięty ostrym łukiem portal: uskokowy, z kolumienkami o głowicach z dekoracją roślinną. W archiwolcie ząbki i elementy roślinne, w tympanonie płaskorzeźba przedstawiająca Koronację Matki Boskiej z figurami panien mądrych i głupich. Zewnętrzne obramienie z wimpergą i sterczynami z XIX w.

#### Portal północny
Portal północny znajduje się od strony Komandorium Joannitów (ul. Kościelna) i służy jako boczne, pomocnicze wejście do kościoła.

#### Portal południowy
Portal południowy jest obecnie nieużywany, a w przedsionku, do którego prowadzi wejście urządzono kaplicę Matki Boskiej Ostrobramskiej. Kruchty północna i południowa na obu poziomach sklepione sieciowo.

### Wieże

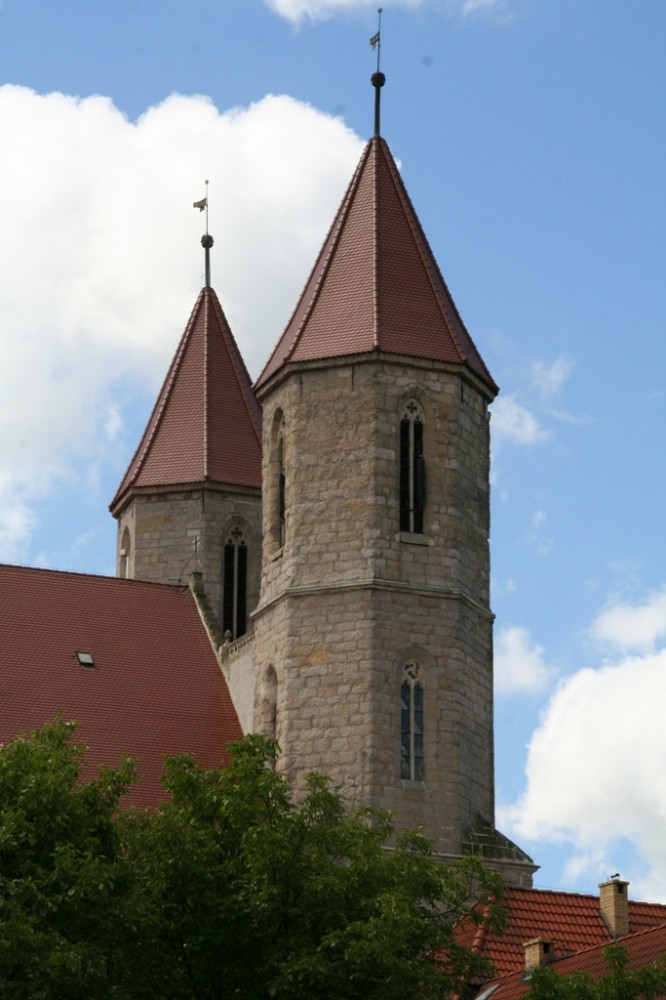
Wieże kościoła widzianne od północy

Wieże obecnie nie są otwarte dla zwiedzających. Na ich szczytach znajdują się nadajniki sieci komórkowych.

### Pomniki, płaskorzeźby, krzyże i tablice
- Pomnik św. Jana Pawła II
- Pomnik św. Jana Nepomucena
- Trzy drewniane krzyże (przed wejściem zachodnim, w miejscu dawnego cmentarza przykościelnego; obok wejścia zachodniego i na północno - wschodnim krańcu działki)
- Epitafium na południowej ścianie kościoła
- Na elewacjach i we wnętrzu zachowały się liczne epitafia z XVII i XVIII w.

### Kaplica św. Krzyża
Obecny kształt kaplicy św. Krzyża w Lwówku Śląskim pochodzi z 1496 r. (data na zworniku w budynku). W czasie remontów i przebudowy kościoła Wniebowzięcia Najświętszej Maryi Panny w Lwówku Śląskim kaplica służyła jako tymczasowa świątynia, do czasu ukończenia budowy sąsiadującego z kaplicą kościoła.

## Wnętrze

### Ołtarze

#### Chrzcielnica
W kaplicy południowej ustawiona jest renesansowa chrzcielnica z ok. 1560 r. Na jej kielichu znajdują się sceny biblijne związane z wodą i postacie Ewangelistów. W rogu kaplicy znajdują się kręcone schody z podpisem architekta i datą: „H. Lindener 1543”.

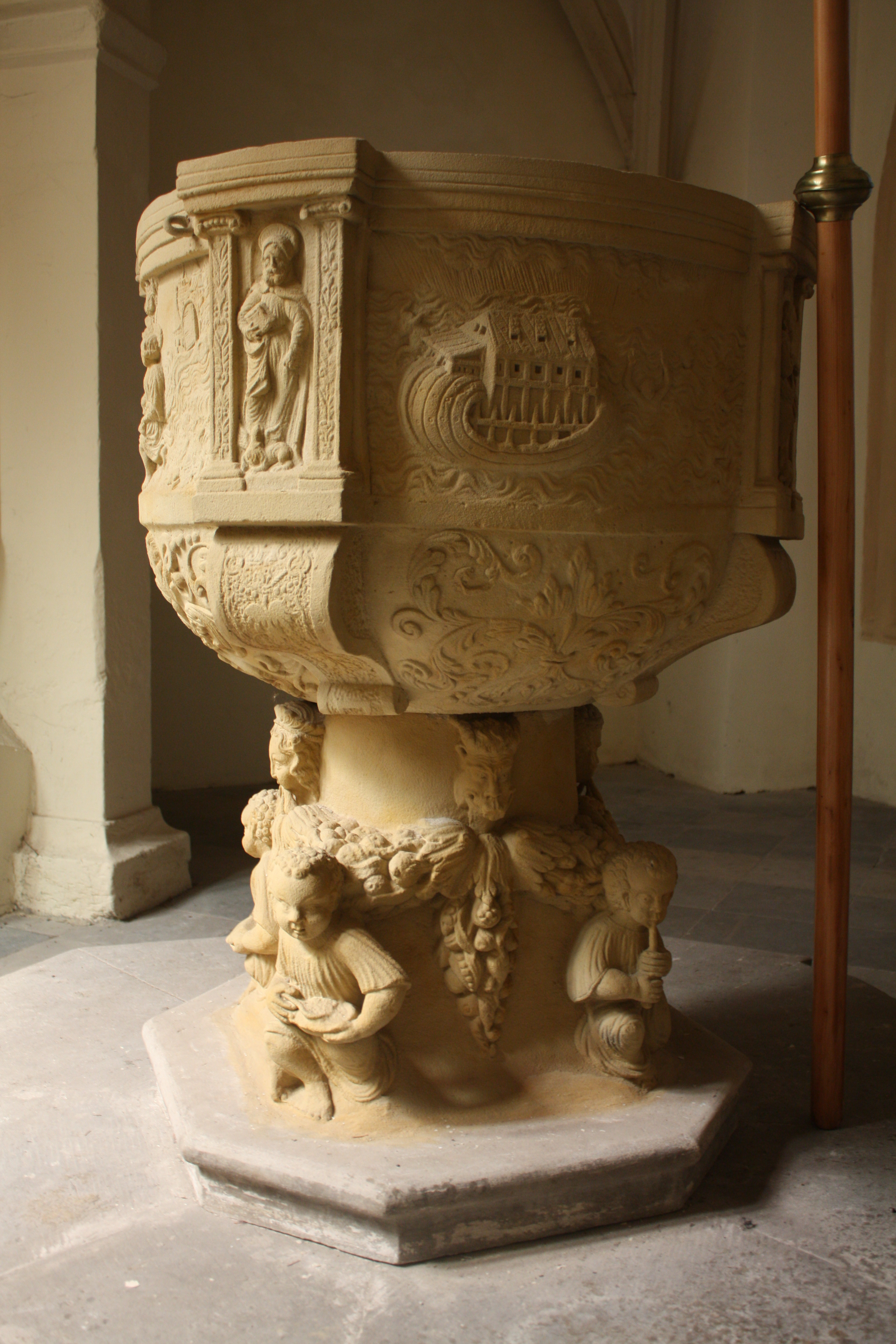
Kamienna chrzcielnica z ok. 1560 r.

### Kaplica Matki Boskiej Ostrobramskiej
W miejscu kruchty południowej urządzono kaplicę Matki Boskiej Ostrobramskiej.

### Organy

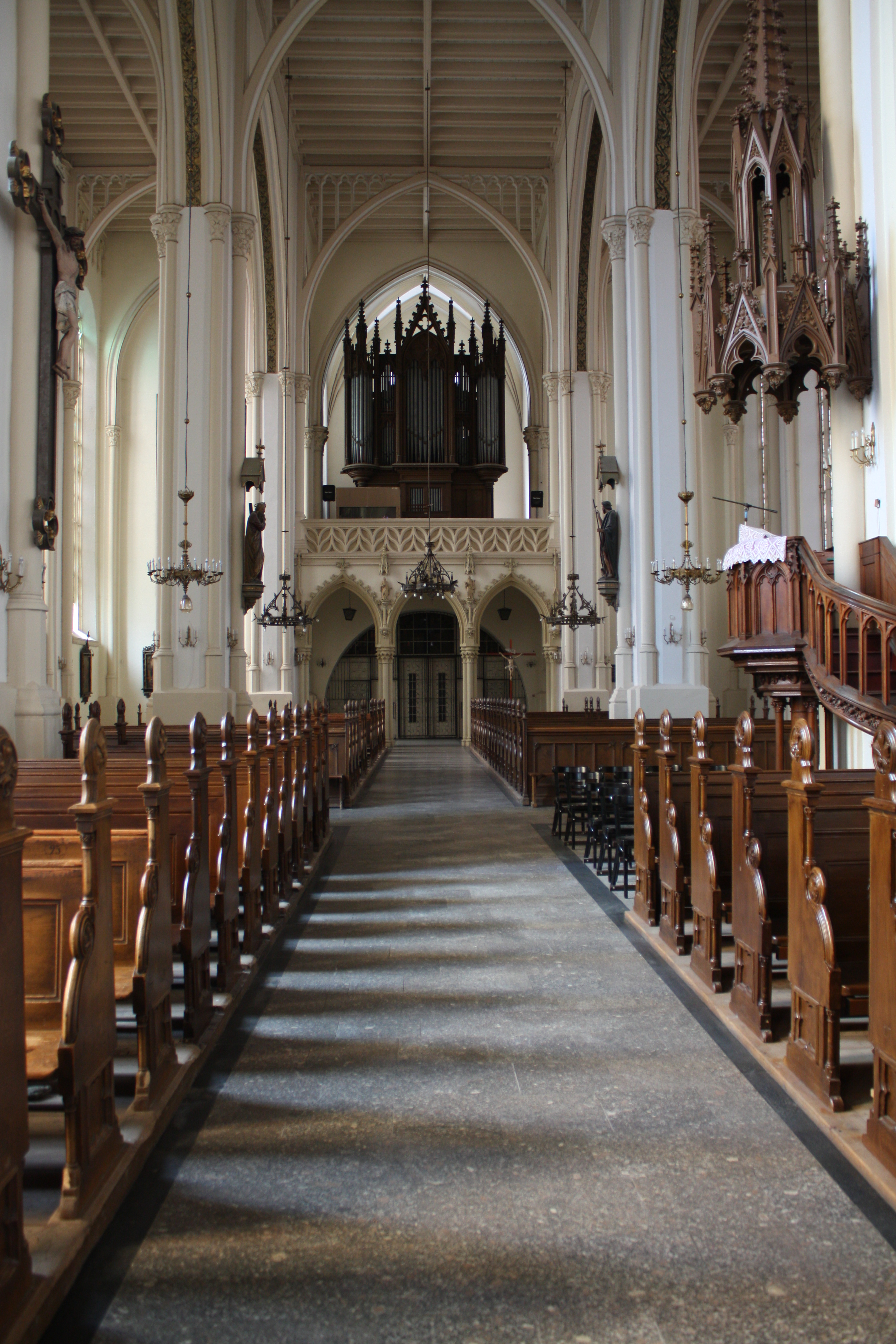
Organy nad zachodnim wejściem i widoczna z prawej drewniana ambona

Neogotycki prospekt organowy na emporze zachodniej powstał na przełomie XVII i XVIII w. Organy wybudowali Christian Gottlieb Schlag wraz z Heinrichem Schlagiem w 1868 roku. W 1902 r. instrument zostały przebudowane przez Heinricha Schlaga. Organy znajdują się w zachodniej części budynku.
- Liczba głosów:

37
- Liczba klawiatur:

3+P
- Traktura gry:

pneumatyczna
- Traktura rejestrów:

pneumatyczna

#### Rzeźby i obrazy
- Pietà

- Krucyfiksy[20]

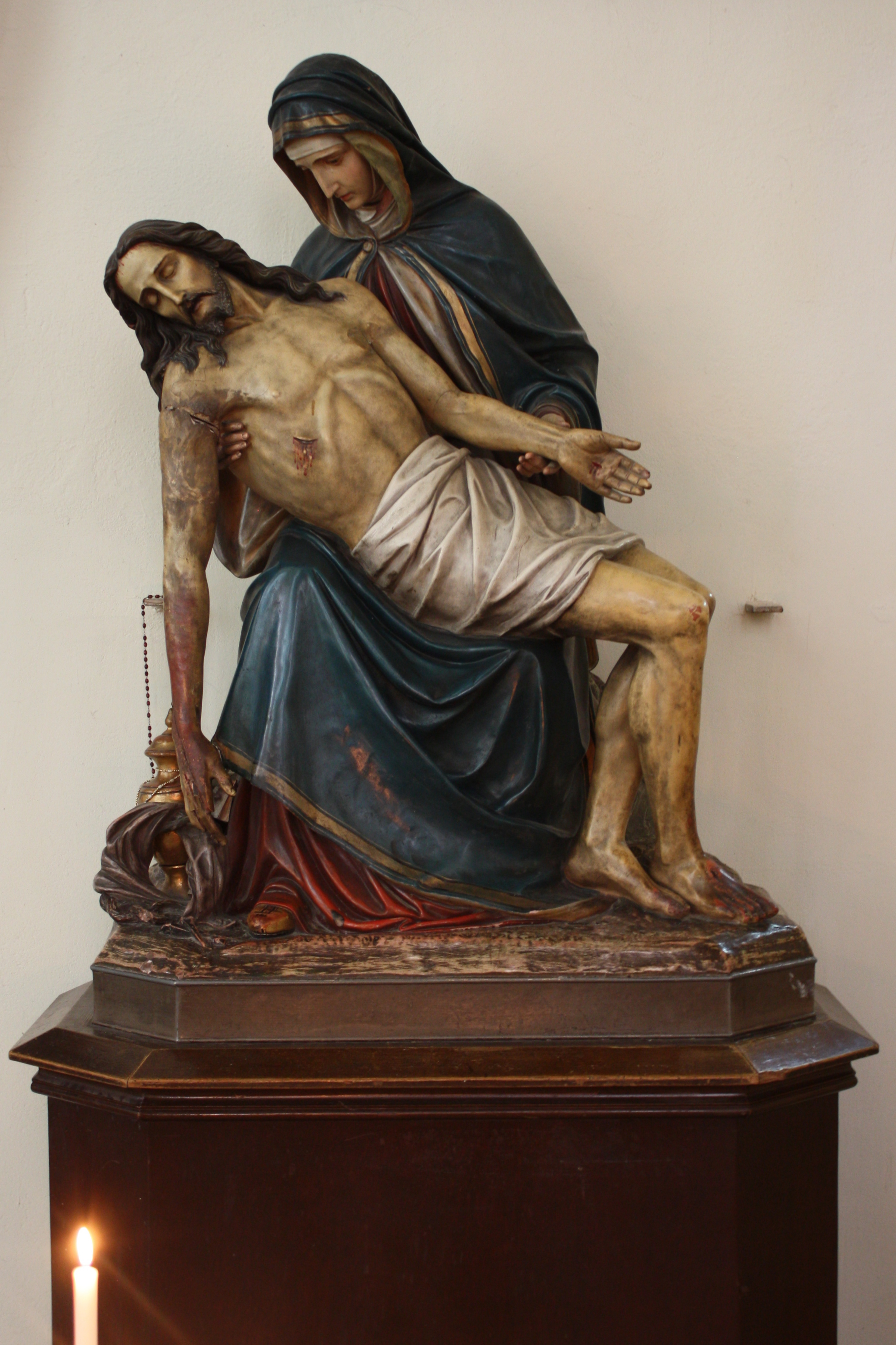
Drewniana Pietà w kościele

- Obraz „Koronacja Matki Boskiej” z 1771 roku autorstwa A. Hausera z Bambergu[26]
- Zachowały się skrzydła gotyckiego tryptyku z ok. 1530 r. ze scenami z życia św. Filipa i św. Jakuba Młodszego oraz Pasją na odwrocie
- W nawie południowej powieszony jest obraz Johanna Jacoba Eybelwiesera z 1711 r. z dawnego ołtarza głównego. Przedstawia Wniebowzięcie NMP, z Trójcą Świętą u góry oraz postacią rycerza Zakonu Maltańskiego i widokiem głównej siedziby zakonu – Malty – u dołu.

## Zwiedzanie
Zwiedzanie kościoła dostępne jest w godzinach funkcjonowania obiektu. Zwiedzanie indywidualne jest bezpłatne. Istnieje również możliwość zwiedzania kościoła z wyposażonym w słuchawki audio-przewodnikiem MG Pro 508 w polskiej, angielskiej, niemieckiej i francuskiej wersji językowej. W trakcie zwiedzania odbiornik lokalizuje aktualne położenie zwiedzającego na podstawie fal radiowych względem wcześniej ustalonych obiektów. W zależności od tego rozpoczyna automatyczne odtwarzanie wcześniej przygotowanych nagrań. Audio guide umożliwia poznanie kościoła zarówno z zewnątrz, jak i wewnątrz obiektu. Zwraca uwagę na takie elementy, jak chociażby bogato zdobiony portal wejściowy czy najstarsze zabytki ginące gdzieś w mrokach przestronnej świątyni. Przewodnik opowiada historię budowli i parafii, przedstawiając ją w sposób atrakcyjny i zrozumiały.